# Jan Sport
Jan Sport, a veces conocida simplemente como Jan, es el nombre artístico de Charlie Mantione (nacido como Charles Joseph Mantione), una drag queen y cantante estadounidense con sede en la ciudad de Nueva York, que atrajo la atención internacional en la duodécima temporada de RuPaul's Drag Race. El 26 de mayo de 2021, fue anunciada como una de las 13 concursantes de la sexta temporada de RuPaul's Drag Race: All Stars, donde se ubicó en el séptimo lugar.

## Primeros años
Mantione nació el 11 de junio de 1993, en el municipio de Old Bridge, Nueva Jersey. Asistió a la Christian Brothers Academy en la escuela secundaria. Mientras asistía a la escuela, participó tanto en deportes como en teatro. Fue un ávido jugador de fútbol hasta los 17 años. Mantione participó en varias producciones escolares como Oklahoma! e interpretó a Troy Bolton en la producción de High School Musical. Asistió al Boston Conservatory (que desde entonces se ha fusionado con el Berklee College of Music para el teatro musical.

## Carrera
Mantione formó el grupo pop Stephanie's Child junto con las reinas Rosé y Lagoona Bloo en 2018. Su madre drag es Alexis Michelle. En 2018, ganó el título de Breakthrough Artist y fue nominado a Mejor Vocalista en los NY Nightlife Awards de 2018. Cuando empezó a hacer drag, a menudo aparecía como imitador de Kris Jenner.
Mantione apareció en la final de la temporada 13 de The Voice junto con Jessie J y compitió en America's Got Talent junto con Stephanie's Child.

### RuPaul's Drag Race

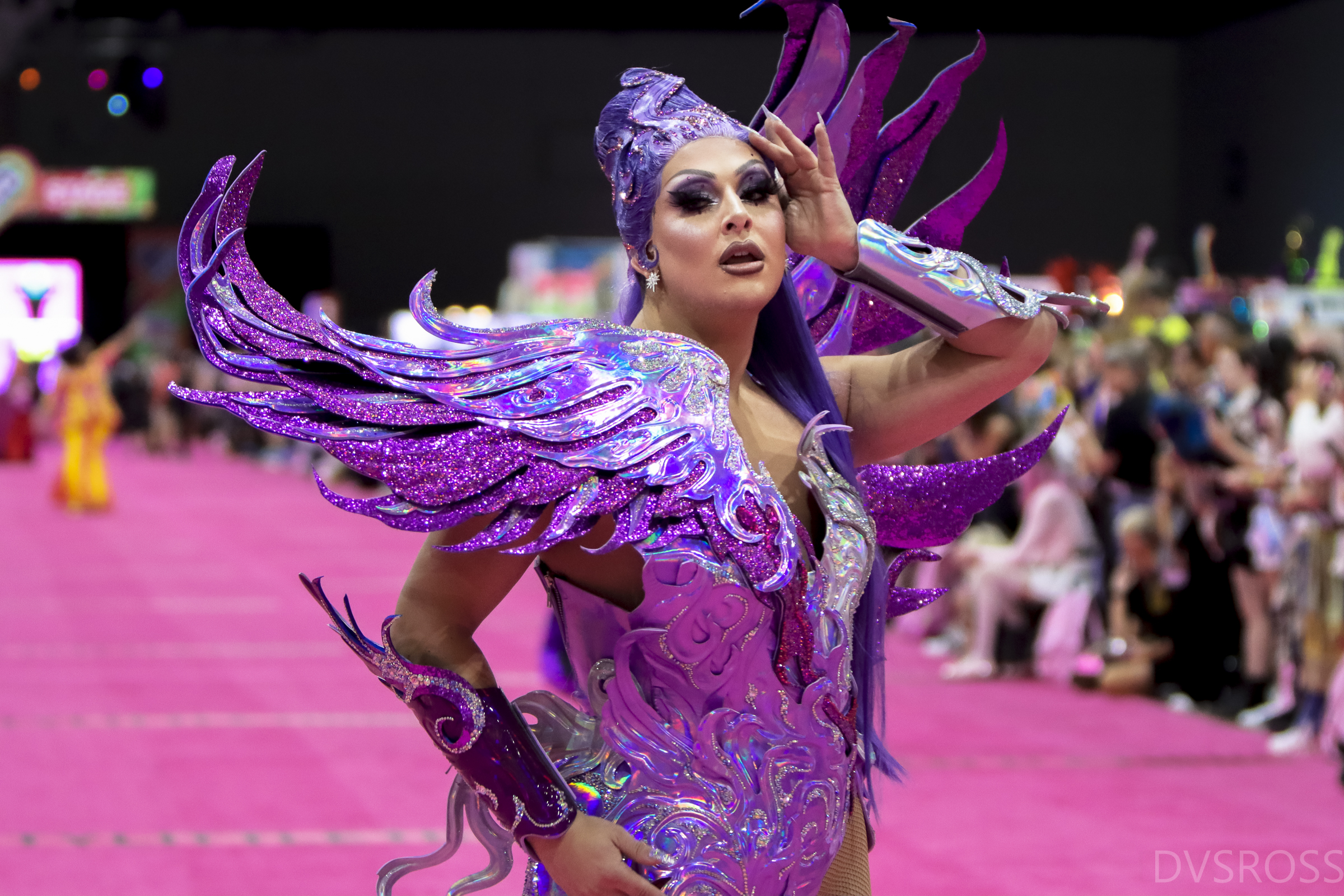
Jan en la RuPaul's DragCon LA en 2022

El casting de Jan en la duodécima temporada de RuPaul's Drag Race fue anunciada el 23 de enero de 2020. En el programa, se la conoce simplemente como "Jan" para evitar problemas de marca registrada con la marca de mochilas. Terminó entre los dos últimos en el episodio ocho y fue eliminada después de perder un lip-sync contra Widow Von'Du, finalizando en séptimo lugar.
Mientras se transmitía el programa, Jan contribuyó a una serie web de YouTube llamada Jan's Jukebox, donde interpretó versiones de las canciones que las reinas habían sincronizado en el programa cada semana, como "S&M" de Rihanna y "This Is My Night" de Chaka Khan. La última actuación, que fue la canción con la que hizo lip sync en el episodio donde fue eliminada, fue dedicada a su abuelo que murió debido a complicaciones de COVID-19.
El 26 de mayo de 2021, se reveló que Jan volvería a competir en RuPaul's Drag Race: All Stars temporada 6 junto con otras 12 concursantes. En el cuarto episodio del programa, ganó el desafío principal (Halftime Headliners) por su imitación de Lady Gaga en el espectáculo de medio tiempo de 2017 y luego perdió el Lip-Sync For Your Legacy con la canción "Womanizer" de Britney Spears contra la Lip-Sync Assassin Jessica Wild. Finalmente quedó en séptimo lugar, siendo eliminada por Trinity K. Bonet en el episodio 7. Su eliminación marcó la primera vez en la historia de All Stars en donde la Lip-Sync Assassin (Alexis Mateo) reveló los dos nombres de las reinas en los dos últimos lugares (Jan y Pandora Boxx) como resultado de un empate en la votación del grupo. RuPaul reveló que, en tales circunstancias, el empate lo tendría que romper el Top All-Star de la semana (Trinity K. Bonet).

## Filmografía
| Año  | Título                        | Papel        | Notas                                                     |
| ---- | ----------------------------- | ------------ | --------------------------------------------------------- |
| 2021 | The Bitch Who Stole Christmas | Jane McBeige | Producido por MTV Entertainment Studios y World of Wonder |

### Televisión
| Year | Title                                       | Papel                                         | Notas                                                                           |
| ---- | ------------------------------------------- | --------------------------------------------- | ------------------------------------------------------------------------------- |
| 2017 | The Voice                                   | Ella misma (con Stephanie's Child y Jessie J) | Invitada especial                                                               |
| 2019 | America's Got Talent                        | Ella misma (con Stephanie's Child)            | Concursante                                                                     |
| 2020 | RuPaul's Drag Race (temporada 12)           | Ella misma                                    | Concursante (Séptimo lugar)                                                     |
| 2020 | RuPaul's Drag Race: Untucked                | Ella misma                                    | Concursante (Séptimo lugar)                                                     |
| 2021 | RuPaul's Drag Race: All Stars (temporada 6) | Ella misma                                    | Concursante (Séptimo lugar)                                                     |
| 2021 | RuPaul's Drag Race All Stars: Untucked      | Ella misma                                    | Concursante (Séptimo lugar)                                                     |
| 2023 | 57th Annual CMT Music Awards                | Ella misma                                    | Interpretado por Kelsea Ballerini, Manila Luzon, Kennedy Davenport & Olivia Lux |

### Series web
| Año  | Título                  | Papel      | Notas               | Ref    |
| ---- | ----------------------- | ---------- | ------------------- | ------ |
| 2020 | Jan's Jukebox           | Ella misma | Creador             | [ 18 ] |
| 2020 | Review with a Jew       | Ella misma | Invitada            | [ 19 ] |
| 2020 | Whatcha Packin          | Ella misma | Invitada            | [ 20 ] |
| 2020 | The X-Change Rate       | Ella misma | Invitada            | [ 21 ] |
| 2020 | Out of the Closet       | Ella misma | Invitada            | [ 22 ] |
| 2020 | Cosmo Queens            | Ella misma | Invitada            | [ 23 ] |
| 2020 | Bring Back My Ghouls    | Ella misma | Invitada            | [ 24 ] |
| 2021 | Whatcha Packin’         | Ella misma | Invitada            | [ 25 ] |
| 2021 | Ruvealing the Look      | Ella misma | Invitada            | [ 26 ] |
| 2023 | Unpacked with Jan Sport | Ella misma | Anfitriona; Podcast | [ 27 ] |

## Discografía

### Sencillos
- "Slag Wars" (con The Cock Destroyers y Andrew Barret Cox, en colaboración con Mark Mauriello y Hayley Moir) (2020)
- "Gay Hands Up" (con Peppermint y Alaska) (2021)[28]
- "Jantasy" (con Andrew Barret Cox, Lagoona Bloo, Kelly McIntyre, Tony Clements, y Emily Trumble) (2021)

### Sencillos destacados
- "You Don't Know Me" (con el elenco de RuPaul's Drag Race Temporada 12) (2020)
- "Madonna: The Unauthorized Rusical" (con el elenco de RuPaul's Drag Race Temporada 12) (2020)
- "The Shady Bunch" (con el elenco de RuPaul's Drag Race Temporada 12) (2020)[29]
- "Show Up Queen" (con el elenco de RuPaul's Drag Race: All Stars Temporada 6) (2021)

### Como parte de Stephanie's Child
- Christmas Dolls, Vol. 1 (2020)[30]

## Títulos
| Competencia         | Título                         | Año  |
| ------------------- | ------------------------------ | ---- |
| Lady Liberty (NYC)  | Ganadora                       | 2016 |
| NY Nightlife Awards | Breakthrough Artist (ganadora) | 2018 |
| NY Nightlife Awards | Mejor Vocalista (nominada)     | 2018 |